# Poligny (Jura)
Poligny és un municipi francès situat al departament del Jura i a la regió de Borgonya - Franc Comtat. L'any 2007 tenia 4.279 habitants.

## Demografia

### Població
El 2007 la població de fet de Poligny era de 4.279 persones. Hi havia 1.993 famílies de les quals 952 eren unipersonals (367 homes vivint sols i 585 dones vivint soles), 533 parelles sense fills, 363 parelles amb fills i 145 famílies monoparentals amb fills.
La població ha evolucionat segons el següent gràfic:
Habitants censats

### Habitatges
El 2007 hi havia 2.410 habitatges, 2.065 eren l'habitatge principal de la família, 98 eren segones residències i 247 estaven desocupats. 1.165 eren cases i 1.160 eren apartaments. Dels 2.065 habitatges principals, 978 estaven ocupats pels seus propietaris, 1.039 estaven llogats i ocupats pels llogaters i 48 estaven cedits a títol gratuït; 261 tenien una cambra, 253 en tenien dues, 421 en tenien tres, 491 en tenien quatre i 639 en tenien cinc o més. 999 habitatges disposaven pel capbaix d'una plaça de pàrquing. A 1.085 habitatges hi havia un automòbil i a 534 n'hi havia dos o més.

### Piràmide de població
La piràmide de població per edats i sexe el 2009 era:
| Homes | Edats   | Dones |
| ----- | ------- | ----- |
| 4     | 95 o +  | 8     |
| 12    | 90 a 94 | 44    |
| 40    | 85 a 89 | 132   |
| 32    | 80 a 84 | 64    |
| 76    | 75 a 79 | 140   |
| 88    | 70 a 74 | 112   |
| 100   | 65 a 69 | 104   |
| 88    | 60 a 64 | 116   |
| 148   | 55 a 59 | 100   |
| 132   | 50 a 54 | 184   |
| 128   | 45 a 49 | 104   |
| 172   | 40 a 44 | 144   |
| 100   | 35 a 39 | 124   |
| 108   | 30 a 34 | 136   |
| 112   | 25 a 29 | 108   |
| 172   | 20 a 24 | 288   |
| 209   | 15 a 19 | 273   |
| 124   | 10 a 14 | 120   |
| 72    | 5 a 9   | 140   |
| 76    | 0 a 4   | 68    |

## Economia
El 2007 la població en edat de treballar era de 2.770 persones, 1.792 eren actives i 978 eren inactives. De les 1.792 persones actives 1.552 estaven ocupades (810 homes i 742 dones) i 241 estaven aturades (120 homes i 121 dones). De les 978 persones inactives 221 estaven jubilades, 547 estaven estudiant i 210 estaven classificades com a «altres inactius».

### Ingressos
El 2009 a Poligny hi havia 1.702 unitats fiscals que integraven 3.549,5 persones, la mediana anual d'ingressos fiscals per persona era de 16.713 €.

### Activitats econòmiques
Dels 356 establiments que hi havia el 2007, 3 eren d'empreses extractives, 21 d'empreses alimentàries, 5 d'empreses de fabricació de material elèctric, 26 d'empreses de fabricació d'altres productes industrials, 35 d'empreses de construcció, 83 d'empreses de comerç i reparació d'automòbils, 12 d'empreses de transport, 26 d'empreses d'hostatgeria i restauració, 6 d'empreses d'informació i comunicació, 22 d'empreses financeres, 17 d'empreses immobiliàries, 38 d'empreses de serveis, 39 d'entitats de l'administració pública i 23 d'empreses classificades com a «altres activitats de serveis».
Dels 79 establiments de servei als particulars que hi havia el 2009, 1 era una oficina d'administració d'Hisenda pública, 1 gendarmeria, 1 oficina de correu, 5 oficines bancàries, 1 funerària, 5 tallers de reparació d'automòbils i de material agrícola, 2 tallers d'inspecció tècnica de vehicles, 2 autoescoles, 5 paletes, 8 guixaires pintors, 5 fusteries, 5 lampisteries, 4 electricistes, 7 perruqueries, 3 veterinaris, 1 agència de treball temporal, 17 restaurants, 2 agències immobiliàries, 2 tintoreries i 2 salons de bellesa.
Dels 35 establiments comercials que hi havia el 2009, 3 eren supermercats, 4 botiges de menys de 120 m², 5 fleques, 3 carnisseries, 6 llibreries, 5 botigues de roba, 1 una botiga de roba, 2 sabateries, 1 una sabateria, 2 botigues de mobles, 1 una perfumeria i 2 floristeries.
L'any 2000 a Poligny hi havia 28 explotacions agrícoles que ocupaven un total de 480 hectàrees.

## Equipaments sanitaris i escolars
El 2009 hi havia 1 hospital de tractaments de mitja durada (seguiment i rehabilitació), 1 centre de salut, 3 farmàcies i 1 ambulància.
El 2009 hi havia 1 escola maternal i 3 escoles elementals. A Poligny hi havia 1 col·legi d'educació secundària i 1 liceu d'ensenyament general. Als col·legis d'educació secundària hi havia 478 alumnes i als liceus d'ensenyament general 1.015.
```
Disposava d'un institut universitari.
```

## Poblacions més properes
El següent diagrama mostra les poblacions més properes.